# Hans-Joachim Rotzsch

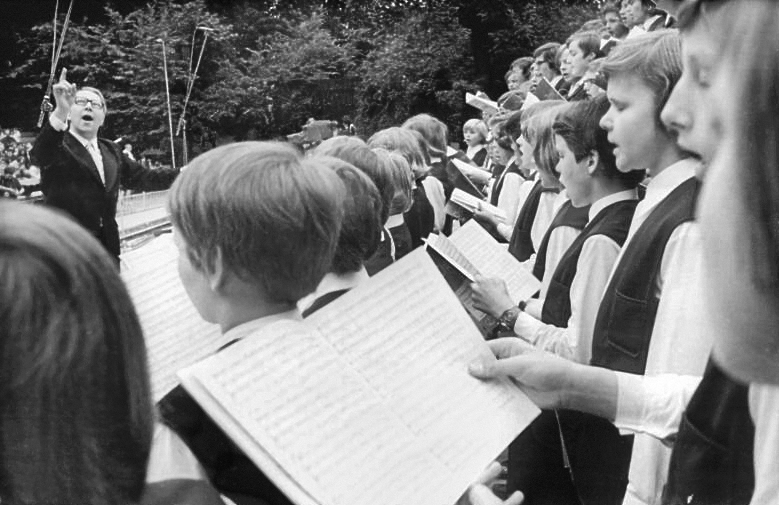
Erfurt, 15. Arbeiterfestspiele, Concert

Hans-Joachim Rotzsch (Leipzig, 25 april 1929 – aldaar, 25 september 2013) was een Duitse tenor, koordirigent en HBO-leraar. Van 1972 tot 1991 was hij Thomascantor van het Thomanerchor.

## Leven
Rotzsch bezocht van 1940 tot 1945 het Musische Gymnasium Frankfurt waarvan Kurt Thomas de artistiek leider was. Hierna begon hij in 1949 een studie kerkmuziek aan het conservatorium van Leipzig en kreeg onder meer les van Günther Ramin.
Rotzsch werd vervolgens bekend als Oratoriumtenor, werd lid van de Leipziger Bachsolisten en viel kortdurend op een tournee van het Thomanerchor naar Bazel in 1954 tijdelijk in als tenorsolist.
Van nu af aan trad hij regelmatig op met het Thomanerchor en werd al snel verantwoordelijk voor hun stemvorming. Van 1963 tot 1973 was hij dirigent van het koor van de Universiteit van Leipzig. In 1972 volgde hij Erhard Mauersberger op als Thomascantor. Enkele weken daarvoor was hem de titel professor] verleend. Van 1974 tot 1979 was Rotz gemeenteraadslid in Leipzig.
Rotzsch trad in 1991 af als Thomascantor, omdat de stad Leipzig hem wilde ontslaan. Omdat hij sedert 1973 werkzaamheden zou hebben verricht voor de Stasi, de geheime politie van de DDR. Burgers van Leipzig en ouders van de leden van het Thomanerchor zetten zich tevergeefs fel voor hem in.
Georg Christoph Biller werd zijn opvolger.
In 1990 stichtte Rotzsch de Leipzigse cultuurstichting. In oktober 1992 werd Rotzsch gastdocent voor Lutherse kerkmuziek aan het Mozarteum te Salzburg, waar hij tot 2000 werkte.

## Opnames
Bach Kantaten
Ich hatte viel Bekümmernis BWV 21, Arleen Augér, Peter Schreier, Siegfried Lorenz, Thomanerchor Leipzig, Neues Bachisches Collegium musicum zu Leipzig, Aufnahme: 1981-83
Der Himmel lacht BWV 31 / Erfreut Euch, Ihr Herzen BWV 66
Helga Termer, Heidi Rieß, Eberhard Büchner, Siegfried Lorenz, Hermann Christian Polster, Thomanerchor Leipzig, Gewandhausorchester Leipzig
- Biblioteca Nacional de España: XX1289686
- Bibliothèque nationale de France: cb139400704 (data)
- CiNii: DA08596571
- Gemeinsame Normdatei: 118867539
- International Standard Name Identifier: 0000 0001 1023 8862
- Library of Congress Control Number: n82028137
- Nationale Bibliotheek van Letland: 000246365
- MusicBrainz: debbcc99-b385-4094-a6db-05f86bb4a1ab
- Nationale Bibliotheek van Tsjechië: mzk2003190838
- Nationale Bibliotheek van Israël: 987007453894605171
- Nationale Bibliotheek van Polen: a0000002245187
- Nederlandse Thesaurus van Auteursnamen: 071007210
- Système universitaire de documentation: 084291737
- Virtual International Authority File: 32187991
- WorldCat: E39PBJfmrHkK43Pvh8M9TtCG73